# Olympische Sommerspiele 2024/Teilnehmer (Kuwait)
| Gelbes Symbol für Goldmedaillen mit stilisierten Olympischen Ringen | Graues Symbol für Silbermedaillen mit stilisierten Olympischen Ringen | Braundes Symbol für Bronzemedaillen mit stilisierten Olympischen Ringen |
| ------------------------------------------------------------------- | --------------------------------------------------------------------- | ----------------------------------------------------------------------- |
| —                                                                   | —                                                                     | —                                                                       |

Kuwait nahm an den Olympischen Spielen 2024 vom 26. Juli bis zum 11. August 2024 in Paris teil. Es war die insgesamt 15. Teilnahme an Olympischen Sommerspielen.

## Teilnehmer nach Sportarten

### Fechten
Als einer der beiden besten asiatischen Säbelfechter, dessen Mannschaft sich nicht qualifizieren konnte, erhielt Yousef al-Shamlan einen Startplatz für den Einzelwettbewerb der Männer.
| Athleten          | Wettbewerb   | 1. Runde | 1. Runde | 2. Runde | 2. Runde | Achtelfinale  | Achtelfinale  | Viertelfinale | Viertelfinale | Halbfinale / Klassifikation | Halbfinale / Klassifikation | Finale / Platzierung | Finale / Platzierung | Rang |
| Athleten          | Wettbewerb   | Gegner   | Ergebnis | Gegner   | Ergebnis | Gegner        | Ergebnis      | Gegner        | Ergebnis      | Gegner                      | Ergebnis                    | Gegner               | Ergebnis             | Rang |
| ----------------- | ------------ | -------- | -------- | -------- | -------- | ------------- | ------------- | ------------- | ------------- | --------------------------- | --------------------------- | -------------------- | -------------------- | ---- |
| Männer            |              |          |          |          |          |               |               |               |               |                             |                             |                      |                      |      |
| Yousef al-Shamlan | Säbel Einzel | Freilos  | Freilos  | M. Szabo | 6:15     | ausgeschieden | ausgeschieden | ausgeschieden | ausgeschieden | ausgeschieden               | ausgeschieden               | ausgeschieden        | ausgeschieden        | 27   |

### Leichtathletik
Laufen und Gehen
| Athleten       | Wettbewerb   | Vorlauf     | Vorlauf | Hoffnungslauf | Hoffnungslauf | Halbfinale    | Halbfinale    | Finale        | Finale        | Rang          |
| Athleten       | Wettbewerb   | Zeit        | Rang    | Zeit          | Rang          | Zeit          | Rang          | Zeit          | Rang          | Rang          |
| -------------- | ------------ | ----------- | ------- | ------------- | ------------- | ------------- | ------------- | ------------- | ------------- | ------------- |
| Frauen         |              |             |         |               |               |               |               |               |               |               |
| Amal al-Roumi  | 800 m        | 2:11,35 min | 8       | 2:12,13 min   | 8             | ausgeschieden | ausgeschieden | ausgeschieden | ausgeschieden | ausgeschieden |
| Männer         |              |             |         |               |               |               |               |               |               |               |
| Yaqoub Alyouha | 110 m Hürden | DNF         | DNF     | ausgeschieden | ausgeschieden | ausgeschieden | ausgeschieden | ausgeschieden | ausgeschieden | ausgeschieden |

### Rudern
Durch eine Wildcard darf Kuwait im Einer der Frauen bei den Olympischen Spielen an den Start gehen.
| Athleten        | Wettbewerb | Vorlauf     | Vorlauf | Vorlauf       | Hoffnungslauf / Viertelfinale | Hoffnungslauf / Viertelfinale | Hoffnungslauf / Viertelfinale | Halbfinale  | Halbfinale | Halbfinale    | Finale      | Finale | Rang |
| Athleten        | Wettbewerb | Zeit        | Rang    | Qualifikation | Zeit                          | Rang                          | Qualifikation                 | Zeit        | Rang       | Qualifikation | Zeit        | Rang   | Rang |
| --------------- | ---------- | ----------- | ------- | ------------- | ----------------------------- | ----------------------------- | ----------------------------- | ----------- | ---------- | ------------- | ----------- | ------ | ---- |
| Frauen          |            |             |         |               |                               |                               |                               |             |            |               |             |        |      |
| Soaad al-Faqaan | Einer      | 8:16,32 min | 4       | Hoffnungslauf | 8:28,89 min                   | 4                             | Halbfinale E/F                | 9:01,78 min | 3          | E-Finale      | 8:05,18 min | 5      | 29   |

### Schießen
Im bis zum 9. Juni 2024 laufenden Qualifikationszeitraum konnten zwei Quotenplätze erreicht werden.
| Athleten            | Wettbewerb | Qualifikation   | Qualifikation | Finale          | Finale        |
| Athleten            | Wettbewerb | Ringe/ Scheiben | Rang          | Ringe/ Scheiben | Rang          |
| ------------------- | ---------- | --------------- | ------------- | --------------- | ------------- |
| Männer              |            |                 |               |                 |               |
| Mohammad al-Daihani | Skeet      | 120             | 13            | ausgeschieden   | ausgeschieden |
| Khaled al-Mudhaf    | Trap       | 120             | 17            | ausgeschieden   | ausgeschieden |

### Schwimmen
| Athleten       | Wettbewerb     | Vorlauf     | Vorlauf | Halbfinale    | Halbfinale    | Finale        | Finale        | Rang |
| Athleten       | Wettbewerb     | Zeit        | Rang    | Zeit          | Rang          | Zeit          | Rang          | Rang |
| -------------- | -------------- | ----------- | ------- | ------------- | ------------- | ------------- | ------------- | ---- |
| Frauen         |                |             |         |               |               |               |               |      |
| Lara Dashti    | 100 m Brust    | 1:15,67 min | 37      | ausgeschieden | ausgeschieden | ausgeschieden | ausgeschieden | 37   |
| Männer         |                |             |         |               |               |               |               |      |
| Mohamad Zubaid | 100 m Freistil | 52,35 s     | 63      | ausgeschieden | ausgeschieden | ausgeschieden | ausgeschieden | 63   |

### Segeln
Für die Teilnahme am Laser Radial Wettbewerb der Frauen erhielt Kuwait eine Wildcard.
| Athleten    | Wettbewerb   | Qualifikation | Qualifikation | Medal Race    | Medal Race    | Punkte | Rang |
| Athleten    | Wettbewerb   | Punkte        | Rang          | Punkte        | Rang          | Punkte | Rang |
| ----------- | ------------ | ------------- | ------------- | ------------- | ------------- | ------ | ---- |
| Frauen      |              |               |               |               |               |        |      |
| Ameena Shah | Laser Radial | 320           | 42            | ausgeschieden | ausgeschieden | 320    | 42   |